# Robert Chef d’Hôtel
Robert Claude Henri Chef d’Hôtel (ur. 2 lutego 1922 w Numei w Nowej Kaledonii, zm. 19 października 2019 w Saint-Jean-en-Royans) – francuski lekkoatleta, czterystumetrowiec i biegacz średniodystansowy, wicemistrz olimpijski z 1948 oraz mistrz Europy z 1946.
Startował w biegach na 400 metrów i na 800 metrów. Na mistrzostwach Europy w 1946 w Oslo zdobył złoty medal w sztafecie 4 × 400 metrów, która biegła w składzie: Bernard Santona, Yves Cros, Chef d’Hôtel i Jacques Lunis, a na 800 metrów był szósty.
Na igrzyskach olimpijskich w 1948 w Londynie został wicemistrzem w sztafecie 4 × 400 m (wraz z nim biegli Jean Kerebel, Francis Schewetta i Lunis), a w finale biegu na 800 m zajął 7. miejsce.
Chef d’Hôtel był mistrzem Francji w biegu na 800 metrów w 1946, wicemistrzem w latach 1947–1949 oraz brązowym medalistą w 1944.
Dwukrotnie ustanawiał rekord Francji w sztafecie 4 × 400 metrów z czasami 3:14,4 26 sierpnia 1946 w Oslo i 3;13,6 16 sierpnia 1948 w Colombes.